# 德国空军第74战术联队
德国空军第74战术联队（德語：Taktisches Luftwaffengeschwader 74，缩写为），在2013年9月30日前被称为“第74战斗机联队”（Jagdgeschwader 74，缩写为），是德国空军3个配备台风战斗机的飞行作战部队之一。它也是德国联邦国防军内第二个接收多用途戰機台风作为新机种的航空联队。该联队的驻地设于多瑙河畔诺伊堡附近的诺伊堡空军基地，并负责德国南部空域的预警拦截任务。其直属的莱赫费尔德空军基地也作为备降机场使用。

## 历史
现驻地设于多瑙河畔诺伊堡的第74战术联队的前身是第75战斗机联队。第75联队为德国空军最晚成立的航空联队，于1960年10月1日在奥尔登堡投入使用，当时配备的是全天候及夜航战斗机种F-86K佩刀战斗机。联队在1960年先是转场至莱普海姆，随后于1961年迁往诺伊堡新建成的机场，并更名为第74战斗机联队。自1962年起，该联队也开始执行由北大西洋公约组织委派的任务。联队的首次机型换代工作于1964年5月12日开始，至1967年初，第74联队的机型已全部被替换为F-104G星式战斗机。
联队原本的绰号为“默尔德斯”，这是根据二战时期的空军军官及秃鹰军团原成员维尔纳·默尔德斯，在其逝世32周年之际于1973年11月22日所命名。因此，该战斗机联队也成为了德国空军的荣誉联队之一。与此同时，联队的军营也以一战时期的空军飞行员威廉·弗兰克尔命名。而根据此后德国议会的决议，前秃鹰军团的成员不再允许作为德国军队的主保聖人，因此“默尔德斯”的绰号由德国联邦国防部长彼得·施特魯克颁令在2005年移除。
1974年，联队的配备机型再次进行转换。德国空军就此进入F-4F鬼怪战斗机时代。随着鬼怪战斗机的引入，联队还开始额外承担作为战斗轰炸机联队的任务，直至冷战结束后才废止。鬼怪战斗机则一直服役至2008年。
自2006年起，第74联队开始逐步替换使用台风战斗机。首批飞行员于同年在拉格的第73“施坦因霍夫”战斗机联队内进行新机型的试驾。而相应的机械师也同时在德国空军第1技术学院进行培训。2006年7月25日，首批4架台风战斗机降落在第74联队的诺伊堡空军基地，从而正式投入使用。而鬼怪战斗机则在该联队服役了34年后，于2008年6月12日正式结束飞行。但最后着陆的鬼怪战斗机编号为38+10，它直至5年后后，于2013年7月4日才成为德国空军最后一架退役的F-4F。
2008年6月3日，台风战斗机的武器系统首次通过了北约“快速反应警报（Quick Reaction Alert，简称QRA）”的预警拦截验证。
在2012年初夏，第74联队有8架完成装备更换的台风战斗机首次前往美国阿拉斯加，在当地参加与美国空军F-22猛禽戰鬥機进行比较的“遥远边疆”演习，并在随后预备参加阿拉斯加部分的红旗演习。为此目的，8架飞机均被转移至最高的设备标准（R2P雷达软件升级、空-地-空抗干扰通信以及多功能信息分配系统）。
随着第32战斗轰炸机联队的解散，莱赫费尔德空军基地成为了联队的第二机场。第74联队接管了第32联队的第1中队，以及其所属的“北约老虎”涂装的龍捲風戰鬥轟炸機。新的“巴伐利亚老虎联”是由两个飞行中队组装成，并在2013年6月首次参加了北约老虎会。
同年7月14日，德国空军也参加了法国国庆日的阅兵仪式。除了代表薮猫行动的1架C-160运输机外，还有3架第74联队的战斗机为庆祝爱丽舍条约签订50周年而参与了法国空军的飞行检阅。
作为德国联邦国防军重组的一部分，第74战斗机联队于2013年10月1日被更名为第74战术联队。

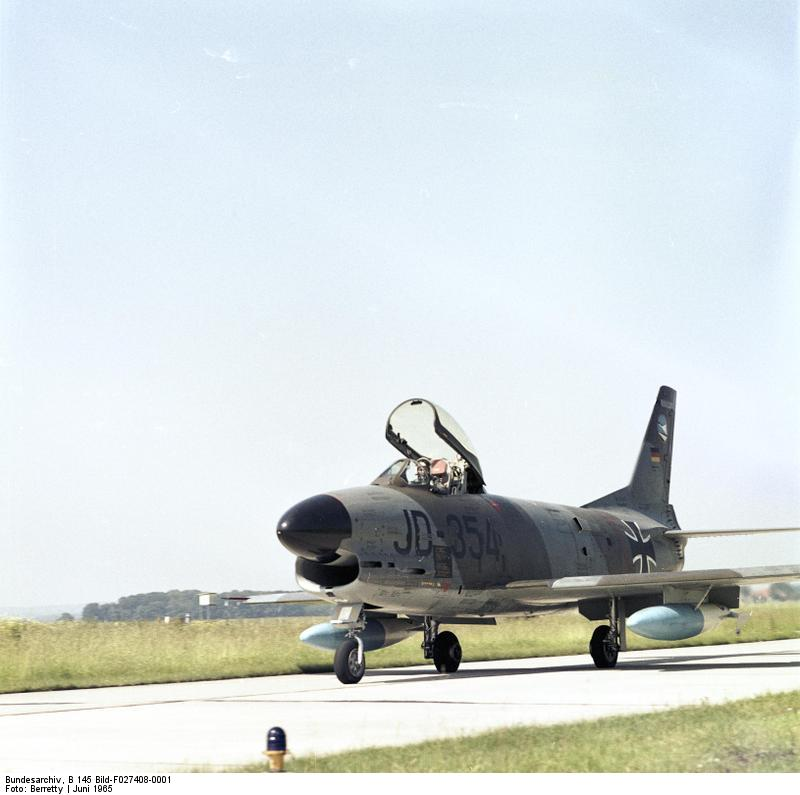
第74联队的F-86K佩刀战斗机
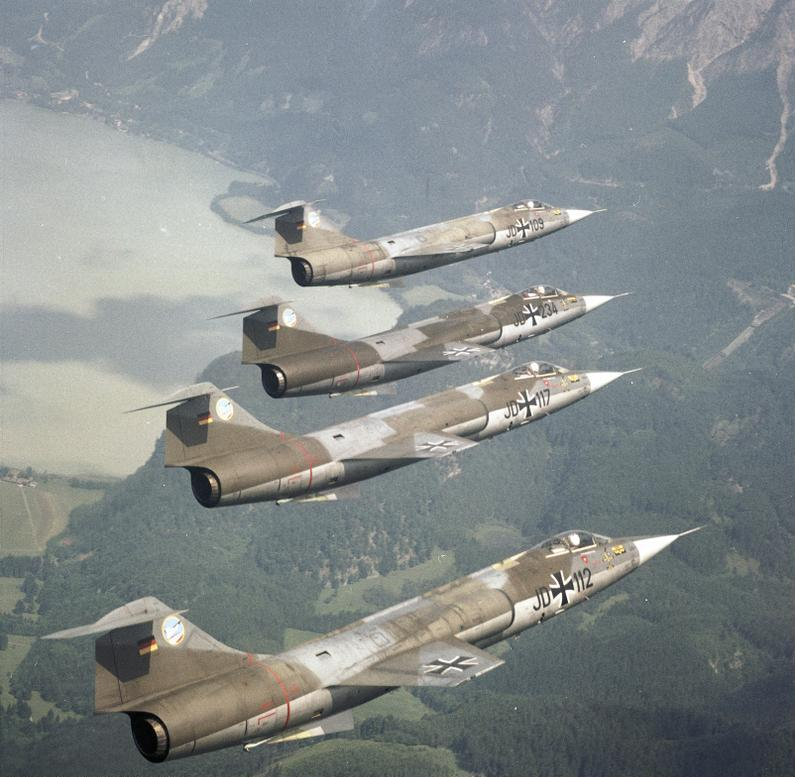
第74联队的四架F-104G星式战斗机作编队飞行
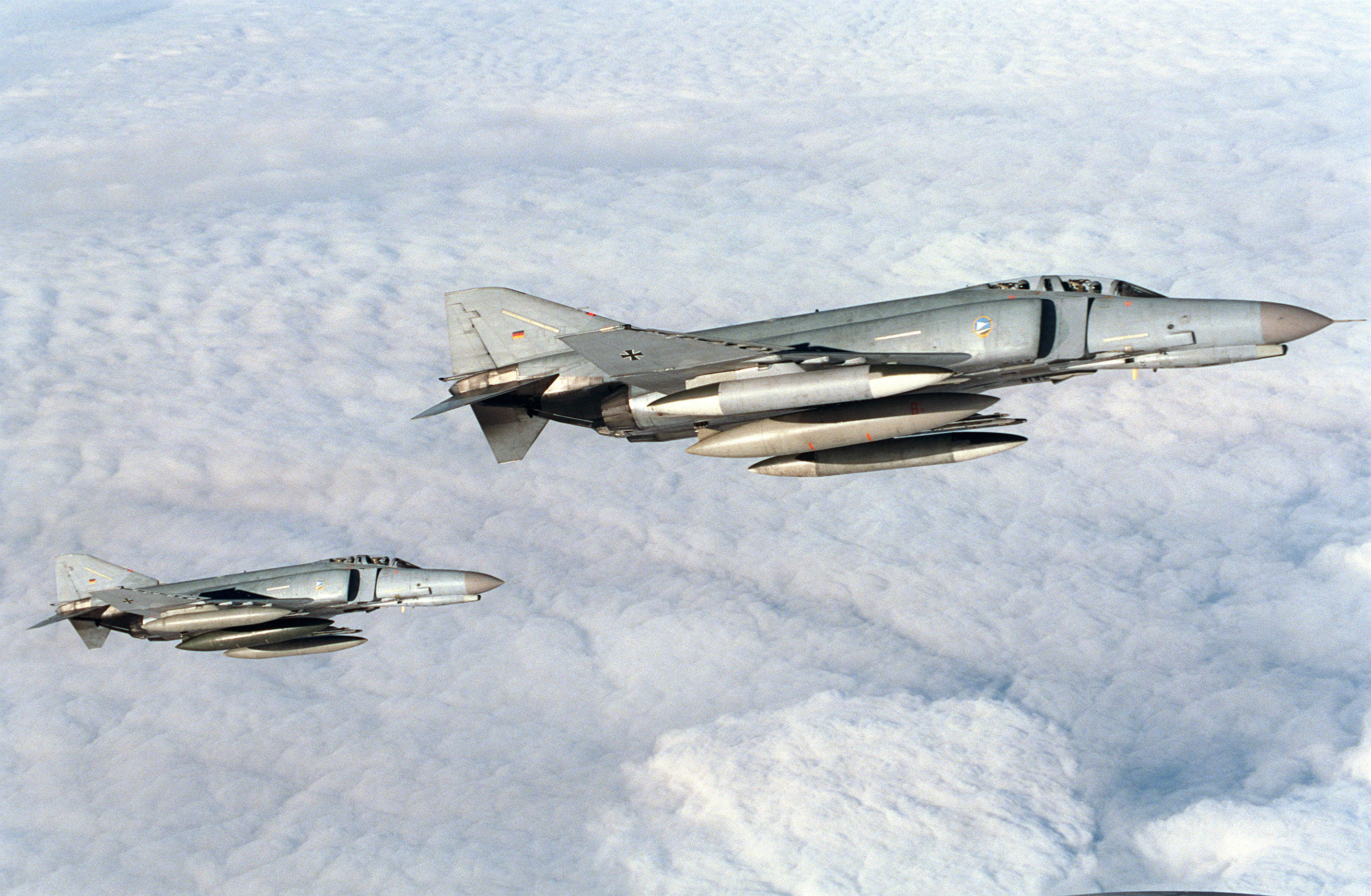
第74联队的两架F-4F鬼怪II战斗机
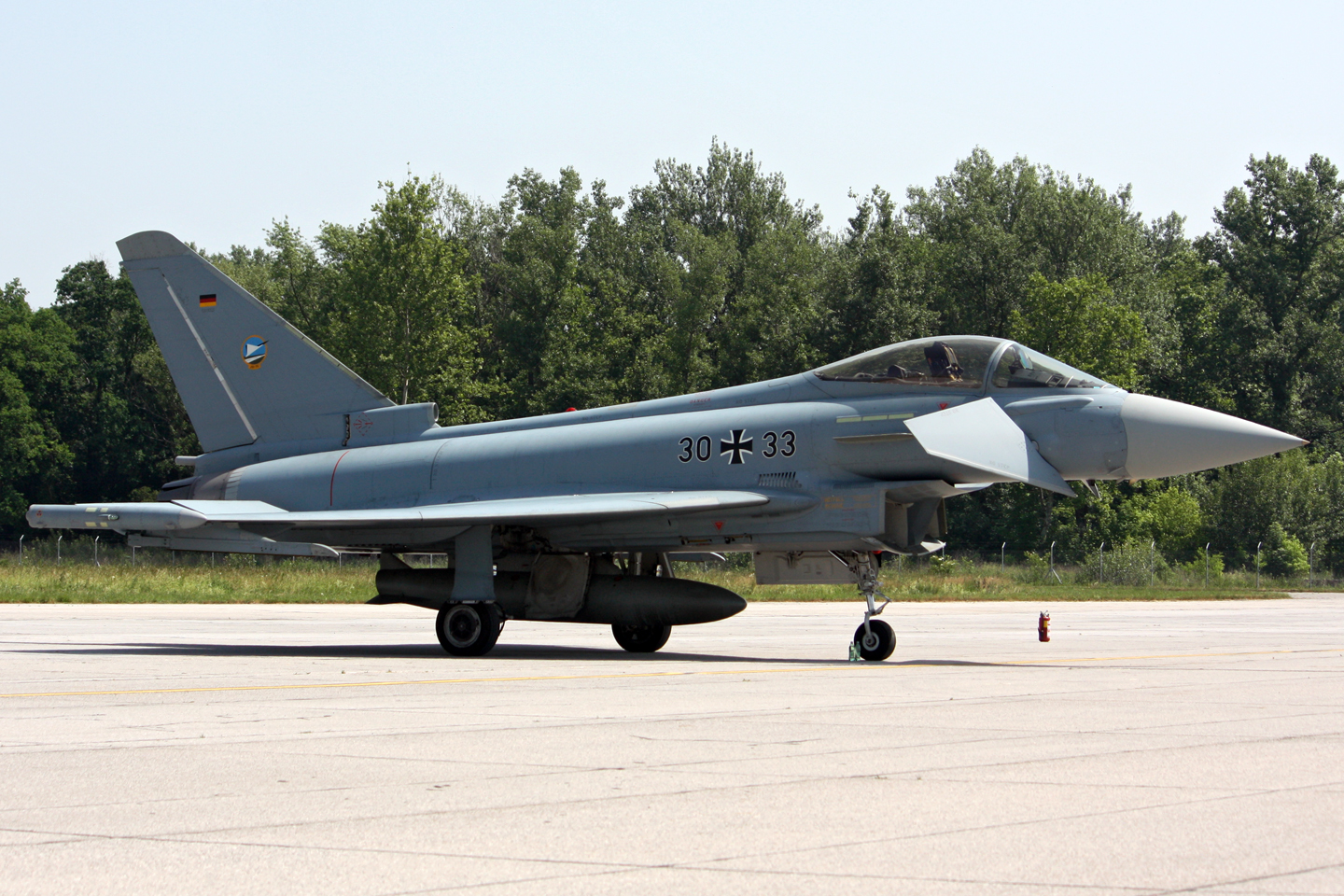
第74联队的台风战斗机

## 架构
第74战术联队直接隶属于空军作战司令部管辖。联队长为上校或中校军衔。
联队下设飞行及技术两个大队。其中飞行大队（FlgGrp）包含2个战斗中队和1个机务中队，其主要负责飞机的使用及运作，例如对飞行数据、航线、加油、武器载荷等进行设置。技术大队则由维修／电子中队、保养／武器中队和补给／运输中队组成。其主要负责对飞行器提供所有技术方面的照顾。
自2013年3月下旬起，联队还补充接管莱赫费尔德空军基地的运营，并在这个第二基地保留了莱赫费尔德机场中队.。

## 事件
- 1963年10月30日，第74联队的一架F-86K佩刀战斗机在布尔格海姆附近的房屋坠毁，距离诺伊堡以西约10公里。它共造成4人死亡，11人受伤。飞行员通过弹射座椅才得以脱身。
- 1967年10月22日，建筑师曼弗雷德·拉明格从诺伊堡空军基地窃取了一枚临战状态的AIM-9響尾蛇飛彈后，经空运送往莫斯科，并亲自将引爆装置交予克格勃。
- 1972年4月11日，一架F-104G星式战斗机下巴伐利亚的福尔肯施万德附近坠毁，飞行员丧生。
- 1981年8月21日，一架F-4F鬼怪II战斗机从撒丁岛外坠入地中海。飞行员得以脱身，而武器官遇难。
- 1985年4月11日，一架F-4F鬼怪II战斗机坠毁，造成2名机组人员死亡。
- 1985年7月16日，一架F-4F鬼怪II战斗机坠毁，造成2名机组人员死亡[12]。
- 1995年9月13日，一架F-4F鬼怪II战斗机在基尔希海姆（德语：Kirchheim in Schwaben）和哈塞尔巴赫（德语：Haselbach (Niederbayern)）之间坠毁，并撞向一处耕地。飞行员及武器官均丧生[13]。
- 2011年8月20日，奥努尔航空一架由曼彻斯特飞往土耳其的空客A321型客机，于16:00在上巴伐利亚失去无线电联络（可能是技术故障）。第74联队的预警拦截（德语：Alarmrotte）机群随即升空，并在5分钟后发现客机。但与土耳其飞行员进行的所有无线电联络均告失败。于是A321型客机在拦截机群的伴随下一直前往奥地利边境，并在那里移交奥地利空军（德语：Luftstreitkräfte (Bundesheer)）[14]。